# Forsterygion
Forsterygion — рід риб  родини Трьохперкові (Tripterygiidae). Відомо 8 видів.

## Розповсюдження
Ці види проживають в Південно-Східній частині Тихого океану (Австралія, Тасманія та Нова Зеландія). Мешканці районів багатих рослинністю.

## Опис
Різні види мають подовжене тіло, з великим ротом, витріщеними очима і великими грудними плавцями. Спинний плавець має три промені. Розміри варіюються від 5 до 13 см, в залежності від виду.

## Види
- Forsterygion capito
- Forsterygion flavonigrum Fricke & Roberts, 1994
- Forsterygion gymnotum
- Forsterygion lapillum Hardy, 1989
- Forsterygion malcolmi Hardy, 1987
- Forsterygion maryannae
- Forsterygion nigripenne
- Forsterygion varium (Forster, 1801)